# Mounir Ziani
Pour les articles homonymes, voir Ziani.
Mounir Ziani (en arabe : منير زياني) est un footballeur algérien né le 14 janvier 1979 à Bordj Ghedir dans la wilaya de Bordj Bou Arreridj. Il évoluait au poste de milieu défensif.

## Biographie
Il évolue en première division algérienne avec les clubs, du CA Batna et de l'US Chaouia. Il dispute 34 matchs en inscrivant un but en Ligue 1.